# 1. ŽNL Vukovarsko-srijemska 2009./10.

## Tablica
| Mj. | Klub                              | Sus.  | Pobj. | Nerij. | Por. | GR.    | Bod.  |
| --- | --------------------------------- | ----- | ----- | ------ | ---- | ------ | ----- |
| 1.  | NK Mladost Antin                  | 33    | 24    | 7      | 2    | 84:25  | 79    |
| 2.  | NK Nosteria Nuštar                | 33    | 23    | 2      | 8    | 99:30  | 71    |
| 3.  | NK Mladost Privlaka               | 33    | 18    | 4      | 11   | 60:38  | 58    |
| 4.  | NK Tomislav Cerna                 | 33    | 16    | 9      | 8    | 44:37  | 57    |
| 5.  | HNK Vupik Vukovar                 | 33    | 16    | 4      | 13   | 63:55  | 52    |
| 6.  | NK Slavonac Gradište              | 33    | 15    | 5      | 13   | 61:60  | 50    |
| 7.  | NK Jadran Gunja                   | 33    | 13    | 8      | 12   | 55:48  | 47    |
| 8.  | NK HAŠK Sokol Stari Jankovci      | 33    | 15    | 2      | 16   | 51:50  | 47    |
| 9.  | NK Vuteks-Sloga Vukovar           | 33    | 13    | 6      | 14   | 59:54  | 45    |
| 10. | NK Lipovac                        | 33    | 13    | 6      | 14   | 57:53  | 45    |
| 11. | NK Bedem Ivankovo                 | 33    | 12    | 7      | 14   | 58:63  | 43    |
| 12. | NK Vrbanja                        | 33    | 13    | 3      | 17   | 47:63  | 42    |
| 13. | NK Zrinski Bošnjaci               | 33    | 11    | 7      | 15   | 61:61  | 40    |
| 14. | NK Hajduk Tovarnik                | 33    | 11    | 6      | 16   | 42:64  | 39    |
| 15. | NK Borac Retkovci                 | 33    | 10    | 5      | 18   | 66:100 | 35    |
| 16. | NK Frankopan Rokovci-Andrijaševci | 33    | 7     | 10     | 16   | 32:75  | 31    |
| 17. | NK Šokadija Stari Mikanovci       | 33    | 5     | 5      | 23   | 39:91  | 18 ↓1 |
| 18. | HNK Borovo Vukovar                | 17 ↓2 | 5     | 2      | 10   | 24:36  | 17    |

## Rezultati
| NK Slavonac Gradište - NK Hajduk Tovarnik 4:2 NK Mladost Privlaka - NK Vrbanja 4:0 NK Mladost Antin - HNK Borovo Vukovar 4:3 NK Lipovac - NK Zrinski Bošnjaci 2:3 NK Frankopan Rokovci-Andrijaševci - NK Šokadija Stari Mikanovci 0:1 NK Nosteria Nuštar - NK Tomislav Cerna 1:2 NK Jadran Gunja - NK Borac Retkovci 2:1 NK HAŠK Sokol Stari Jankovci - NK Bedem Ivankovo 2:1 HNK Vupik Vukovar - NK Vuteks-Sloga Vukovar 2:4 | HNK Borovo Vukovar - NK Mladost Privlaka 2:1 HNK Vupik Vukovar - NK HAŠK Sokol Stari Jankovci 1:0 NK Bedem Ivankovo - NK Jadran Gunja 2:2 NK Borac Retkovci - NK Nosteria Nuštar 4:1 NK Tomislav Cerna - NK Frankopan Rokovci-Andrijaševci 3:1 NK Šokadija Stari Mikanovci - NK Lipovac 0:2 NK Zrinski Bošnjaci - NK Mladost Antin 1:1 NK Vrbanja - NK Slavonac Gradište 2:1 NK Vuteks Sloga Vukovar - NK Hajduk Tovarnik 0:0                                                          | NK HAŠK Sokol Stari Jankovci - NK Vuteks-Sloga Vukovar 1:0 NK Jadran Gunja - HNK Vupik Vukovar 5:1 NK Nosteria Nuštar - NK Bedem Ivankovo 5:0 NK Frankopan Rokovci-Andrijaševci - NK Borac Retkovci 3:3 NK Lipovac - NK Tomislav Cerna 1:1 NK Mladost Antin - NK Šokadija Stari Mikanovci 6:1 NK Mladost Privlaka - NK Zrinski Bošnjaci 3:2 NK Slavonac Gradište - HNK Borovo Vukovar 2:2 NK Hajduk Tovarnik - NK Vrbanja 2:1  |
| NK Vuteks-Sloga Vukovar - NK Vrbanja 2:0 HNK Borovo Vukovar - NK Hajduk Tovarnik 1:2 NK Zrinski Bošnjaci - NK Slavonac Gradište 3:0 NK Šokadija Stari Mikanovci - NK Mladost Privlaka 0:4 NK Tomislav Cerna - NK Mladost Antin 0:2 NK Borac Retkovci - NK Lipovac 5:1 NK Bedem Ivankovo - NK Frankopan Rokovci-Andrijaševci 1:0 HNK Vupik Vukovar - NK Nosteria Nuštar 0:4 NK HAŠK Sokol Stari Jankovci - NK Jadran Gunja 2:0 | NK Jadran Gunja - NK Vuteks-Sloga Vukovar 2:3 NK Nosteria Nuštar - NK HAŠK Sokol Stari Jankovci 6:1 NK Frankopan Rokovci-Andrijaševci - HNK Vupik Vukovar 2:4 NK Lipovac - NK Bedem Ivankovo 1:1 NK Mladost Antin - NK Borac Retkovci 2:1 NK Mladost Privlaka - NK Tomislav Cerna 0:1 NK Slavonac Gradište - NK Šokadija Stari Mikanovci 4:0 NK Hajduk Tovarnik - NK Zrinski Bošnjaci 0:0 NK Vrbanja - HNK Borovo Vukovar 1:0                                                          | NK Tomislav Cerna - NK Slavonac Gradište 3:2 NK Vuteks-Sloga Vukovar - HNK Borovo Vukovar 3:2 NK Zrinski Bošnjaci - NK Vrbanja 4:0 NK Šokadija Stari Mikanovci - NK Hajduk Tovarnik 0:0 NK Borac Retkovci - NK Mladost Privlaka 2:2 NK Bedem Ivankovo - NK Mladost Antin 1:3 HNK Vupik Vukovar - NK Lipovac 3:2 NK HAŠK Sokol Stari Jankovci - NK Frankopan Rokovci-Andrijaševci 4:0 NK Jadran Gunja - NK Nosteria Nuštar 1:3  |
| NK Nosteria Nuštar - NK Vuteks-Sloga Vukovar 1:2 NK Frankopan Rokovci-Andrijaševci - NK Jadran Gunja 4:4 NK Lipovac - NK HAŠK Sokol Stari Jankovci 1:0 NK Mladost Antin - HNK Vupik Vukovar 5:1 NK Mladost Privlaka - NK Bedem Ivankovo 5:3 NK Slavonac Gradište - NK Borac Retkovci 3:2 NK Hajduk Tovarnik - NK Tomislav Cerna 2:0 NK Vrbanja - NK Šokadija Stari Mikanovci 5:0 HNK Borovo Vukovar - NK Zrinski Bošnjaci 3:2 | NK Vuteks-Sloga Vukovar - NK Zrinski Bošnjaci 4:0 NK Šokadija Stari Mikanovci - HNK Borovo Vukovar 4:1 NK Tomislav Cerna - NK Vrbanja 2:0 NK Borac Retkovci - NK Hajduk Tovarnik 3:2 NK Bedem Ivankovo - NK Slavonac Gradište 1:1 HNK Vupik Vukovar - NK Mladost Privlaka 0:1 NK HAŠK Sokol Stari Jankovci - NK Mladost Antin 0:0 NK Jadran Gunja - NK Lipovac 1:0 NK Nosteria Nuštar - NK Frankopan Rokovci-Andrijaševci 6:0                                                          | NK Frankopan Rokovci-Andrijaševci - NK Vuteks-Sloga Vukovar 0:5 NK Lipovac - NK Nosteria Nuštar 0:3 NK Mladost Antin - NK Jadran Gunja 4:0 NK Mladost Privlaka - NK HAŠK Sokol Stari Jankovci 2:1 NK Slavonac Gradište - HNK Vupik Vukovar 3:0 NK Hajduk Tovarnik - NK Bedem Ivankovo 1:2 NK Vrbanja - NK Borac Retkovci 3:1 HNK Borovo Vukovar - NK Tomislav Cerna 0:1 NK Zrinski Bošnjaci - NK Šokadija Stari Mikanovci 1:3  |
| NK Borac Retkovci - HNK Borovo Vukovar 3:1 NK Vuteks-Sloga Vukovar - NK Šokadija Stari Mikanovci 3:1 NK Tomislav Cerna - NK Zrinski Bošnjaci 2:2 NK Bedem Ivankovo - NK Vrbanja 2:0 HNK Vupik Vukovar - NK Hajduk Tovarnik 1:0 NK HAŠK Sokol Stari Jankovci - NK Slavonac Gradište 3:0 NK Jadran Gunja - NK Mladost Privlaka 2:0 NK Nosteria Nuštar - NK Mladost Antin 3:1 NK Frankopan Rokovci-Andrijaševci - NK Lipovac 1:5 | NK Mladost Antin - NK Frankopan Rokovci-Andrijaševci 7:0 NK Lipovac - NK Vuteks-Sloga Vukovar 1:0 NK Mladost Privlaka - NK Nosteria Nuštar 1:2 NK Slavonac Gradište - NK Jadran Gunja 0:0 NK Hajduk Tovarnik - NK HAŠK Sokol Stari Jankovci 3:0 NK Vrbanja - HNK Vupik Vukovar 2:0 HNK Borovo Vukovar - NK Bedem Ivankovo 2:1 NK Zrinski Bošnjaci - NK Borac Retkovci 6:0 NK Šokadija Stari Mikanovci - NK Tomisalv Cerna 1:2                                                          | NK Vuteks-Sloga Vukovar - NK Tomislav Cerna 0:0 NK Borac Retkovci - NK Šokadija Stari Mikanovci 4:3 NK Bedem Ivankovo - NK Zrinski Bošnjaci 2:2 HNK Vupik Vukovar - HNK Borovac Vukovar 0:0 NK HAŠK Sokol Stari Jankovci - NK Vrbanja 2:0 NK Jadran Gunja - NK Hajduk Tovarnik 3:1 NK Nosteria Nuštar - NK Slavonac Gradište 5:1 NK Frankopan Rokovci-Andrijaševci - NK Mladost Privlaka 0:1 NK Lipovac - NK Mladost Antin 1:2 |
| NK Mladost Antin - NK Vuteks-Sloga Vukovar 4:0 NK Mladost Privlaka - NK Lipovac 1:0 NK Slavonac Gradište - NK Frankopan Rokovci-Andrijaševci 6:0 NK Hajduk Tovarnik - NK Nosteria Nuštar 1:0 NK Vrbanja - NK Jadran Gunja 1:0 HNK Borovo Vukovar - NK HAŠK Sokol Stari Jankovci 1:0 NK Zrinski Bošnjaci - HNK Vupik Vukovar 3:1 NK Šokadija Stari Mikanovci - NK Bedem Ivankovo 1:2 NK Tomislav Cerna - NK Borac Retkovci 2:1 | NK Vuteks-Sloga Vukovar - NK Borac Retkovci 2:2 NK Bedem Ivankovo - NK Tomislav Cerna 1:2 HNK Vupik Vukovar - NK Šokadija Stari Mikanovci 2:1 NK HAŠK Sokol Stari Jankovci - NK Zrinski Bošnjaci 2:1 NK Jadran Gunja - HNK Borovo Vukovar 6:2 NK Nosteria Nuštar - NK Vrbanja 5:0 NK Frankopan Rokovci-Andrijaševci - NK Hajduk Tovarnik 0:0 NK Lipovac - NK Slavonac Gradište 5:3 NK Mladost Antin - NK Mladost Privlaka 2:1                                                          | NK Mladost Privlaka - NK Vuteks-Sloga Vukovar 3:1 NK Slavonac Gradište - NK Mladost Antin 0:0 NK Hajduk Tovarnik - NK Lipovac 4:2 NK Vrbanja - NK Frankopan Rokovci-Andrijaševci 1:0 HNK Borovo Vukovar - NK Nosteria Nuštar 0:3 NK Zrinski Bošnjaci - NK Jadran Gunja 3:2 NK Šokadija Stari Mikanovci - NK HAŠK Sokol Stari Jankovci 2:0 NK Tomislav Cerna - HNK Vupik Vukovar 3:0 NK Borac Retkovci - NK Bedem Ivankovo 3:5  |
| NK Vuteks-Sloga Vukovar - NK Bedem Ivankovo 5:1 HNK Vupik Vukovar - NK Borac Retkovci 5:0 NK HAŠK Sokol Stari Jankovci - NK Tomislav Cerna 3:1 NK Jadran Gunja - NK Šokadija Stari Mikanovci 1:1 NK Nosteria Nuštar - NK Zrinski Bošnjaci 4:0 NK Frankopan Rokovci-Andrijaševci - HNK Borovo Vukovar 2:1 NK Lipovac - NK Vrbanja 5:0 NK Mladost Antin - NK Hajduk Tovarnik 1:1 NK Mladost Privlaka - NK Slavonac Gradište 1:1 | NK Slavonac Gradište - NK Vuteks-Sloga Vukovar 3:1 NK Hajduk Tovarnik - NK Mladost Privlaka 1:0 NK Vrbanja - NK Mladost Antin 2:4 HNK Borovo Vukovar - NK Lipovac 3:1 NK Zrinski Bošnjaci - NK Frankopan Rokovci-Andrijaševci 7:0 NK Šokadija Stari Mikanovci - NK Nosteria Nuštar 2:2 NK Tomislav Cerna - NK Jadran Gunja 2:1 NK Borac Retkovci - NK HAŠK Sokol Stari Jankovci 1:0 NK Bedem Ivankovo - HNK Vupik Vukovar 0:5 nakon ovog kola HNK Borovo odustaje od daljeg natjecanja | NK Vuteks-Sloga Vukovar - HNK Vupik Vukovar 0:2 NK Bedem Ivankovo - NK HAŠK Sokol Stari Jankovci 2:0 NK Borac Retkovci - NK Jadran Gunja 1:0 NK Tomislav Cerna - NK Nosteria Nuštar 0:3 NK Šokadija Stari Mikanovci - NK Frankopan Rokovci-Andrijaševci 0:1 NK Zrinski Bošnjaci - NK Lipovac 1:1 NK Vrbanja - NK Mladost Privlaka 2:0 NK Hajduk Tovarnik - NK Slavonac Gradište 1:2                                            |
| NK Hajduk Tovarnik - NK Vuteks-Sloga Vukovar 3:2 NK Slavonac Gradište - NK Vrbanja 1:0 NK Mladost Antin - NK Zrinski Bošnjaci 4:1 NK Lipovac - NK Šokadija Stari Mikanovci 1:0 NK Frankopan Rokovci-Andrijaševci - NK Tomislav Cerna 0:0 NK Nosteria Nuštar - NK Borac Retkovci 7:0 NK Jadran Gunja - NK Bedem Ivankovo 1:0 NK HAŠK Sokol Stari Jankovci - HNK Vupik Vukovar 1:0                                              | NK Mladost Antin - NK Tomislav Cerna 3:1 NK Vrbanja - NK Vuteks-Sloga Vukovar 3:0 NK Slavonac Gradište - NK Zrinski Bošnjaci 2:1 NK Mladost Privlaka - NK Šokadija Stari Mikanovci 6:1 NK Lipovac - NK Borac Retkovci 7:0 NK Frankopan Rokovci-Andrijaševci - NK Bedem Ivankovo 1:1 NK Nosteria Nuštar - HNK Vupik Vukovar 3:2 NK Jadran Gunja - NK HAŠK Sokol Stari Jankovci 2:0 | NK Mladost Antin - NK Tomislav Cerna 3:1 NK Vrbanja - NK Vuteks-Sloga Vukovar 3:0 NK Slavonac Gradište - NK Zrinski Bošnjaci 2:1 NK Mladost Privlaka - NK Šokadija Stari Mikanovci 6:1 NK Lipovac - NK Borac Retkovci 7:0 NK Frankopan Rokovci-Andrijaševci - NK Bedem Ivankovo 1:1 NK Nosteria Nuštar - HNK Vupik Vukovar 3:2 NK Jadran Gunja - NK HAŠK Sokol Stari Jankovci 2:0                                              |
| NK Vuteks-Sloga Vukovar - NK Jadran Gunja 0:0 NK HAŠK Sokol Stari Jankovci - NK Nosteria Nuštar 4:1 HNK Vupik Vukovar - NK Frankopan Rokovci-Andrijaševci 4:0 NK Bedem Ivankovo - NK Lipovac 1:3 NK Borac Retkovci - NK Mladost Antin 0:1 NK Tomislav Cerna - NK Mladost Privlaka 0:0 NK Šokadija Stari Mikanovci - NK Slavonac Gradište 1:3 NK Zrinski Bošnjaci - NK Hajduk Tovarnik 3:2                                     | NK Vrbanja - NK Zrinski Bošnjaci 4:2 NK Hajduk Tovarnik - NK Šokadija Stari Mikanovci 1:0 NK Slavonac Gradište - NK Tomislav Cerna 2:1 NK Mladost Privlaka - NK Borac Retkovci 3:0 NK Mladost Antin - NK Bedem Ivankovo 2:1 NK Lipovac - HNK Vupik Vukovar 0:2 NK Frankopan Rokovci-Andrijaševci - NK HAŠK Sokol Stari Jankovci 1:0 NK Nosteria Nuštar - NK Jadran Gunja 1:0 | NK Vuteks-Sloga Vukovar - NK Nosteria Nuštar 0:1 NK Jadran Gunja - NK Frankopan Rokovci-Andrijaševci 1:1 NK HAŠK Sokol Stari Jankovci - NK Lipovac 4:0 HNK Vupik Vukovar - NK Mladost Antin 1:1 NK Bedem Ivankovo - NK Mladost Privlaka 1:1 NK Borac Retkovci - NK Slavonac Gradište 1:3 NK Tomislav Cerna - NK Hajduk Tovarnik 3:0 NK Šokadija Stari Mikanovci - NK Vrbanja 1:3                                               |
| NK Zrinski Bošnjaci - NK Vuteks-Sloga Vukovar 2:0 NK Vrbanja - NK Tomislav Cerna 1:1 NK Hajduk Tovarnik - NK Borac Retkovci 7:2 NK Slavonac Gradište - NK Bedem Ivankovo 2:1 NK Mladost Privlaka - HNK Vupik Vukovar 2:3 NK Mladost Antin - NK HAŠK Sokol Stari Jankovci 5:0 NK Lipovac - NK Jadran Gunja 2:1 NK Frankopan Rokovci-Andrijaševci - NK Nosteria Nuštar 0:2                                                      | NK Vuteks-Sloga Vukovar - NK Frankopan Rokovci-Andrijaševci 2:2 NK Nosteria Nuštar - NK Lipovac 0:2 NK Jadran Gunja - NK Mladost Antin 1:2 NK HAŠK Sokol Stari Jankovci - NK Mladost Privlaka 3:0 HNK Vupik Vukovar - NK Slavonac Gradište 2:1 NK Bedem Ivankovo - NK Hajduk Tovarnik 5:0 NK Borac Retkovci - NK Vrbanja 7:3 NK Šokadija Stari Mikanovci - NK Zrinski Bošnjaci 1:2 | NK Šokadija Stari Mikanovci - NK Vuteks-Sloga Vukovar 2:2 NK Zrinski Bošnjaci - NK Tomislav Cerna 0:1 NK Vrbanja - NK Bedem Ivankovo 3:1 NK Hajduk Tovarnik - HNK Vupik Vukovar 1:4 NK Slavonac Gradište - NK HAŠK Sokol Stari Jankovci 3:1 NK Mladost Privlaka - NK Jadran Gunja 3:0 NK Mladost Antin - NK Nosteria Nuštar 1:2 NK Lipovac - NK Frankopan Rokovci-Andrijaševci 1:1                                             |
| NK Vuteks-Sloga Vukovar - NK Lipovac 4:0 NK Frankopan Rokovci-Andrijaševci - NK Mladost Antin 0:0 NK Nosteria Nuštar - NK Mladost Privlaka 0:1 NK Jadran Gunja - NK Slavonac Gradište 4:1 NK HAŠK Sokol Stari Jankovci - NK Hajduk Tovarnik 4:1 HNK Vupik Vukovar - NK Vrbanja 3:1 NK Borac Retkovci - NK Zrinski Bošnjaci 4:3 NK Tomislav Cerna - NK Šokadija Stari Mikanovci 4:2                                            | NK Tomislav Cerna - NK Vuteks-Sloga Vukovar 1:0 NK Šokadija Stari Mikanovci - NK Borac Retkovci 4:3 NK Zrinski Bošnjaci - NK Bedem Ivankovo 1:1 NK Vrbanja - NK HAŠK Sokol Stari Jankovci 6:1 NK Hajduk Tovarnik - NK Jadran Gunja 1:2 NK Slavonac Gradište - NK Nosteria Nuštar 3:2 NK Mladost Privlaka - NK Frankopan Rokovci-Andrijaševci 0:3 NK Mladost Antin - NK Lipovac 2:2 | NK Borac Retkovci - NK Tomislav Cerna 1:1 NK Vuteks-Sloga Vukovar - NK Mladost Antin 0:1 NK Lipovac - NK Mladost Privlaka 0:2 NK Frankopan Rokovci-Andrijaševci - NK Slavonac Gradište 3:1 NK Nosteria Nuštar - NK Hajduk Tovarnik 9:0 NK Jadran Gunja - NK Vrbanja 4:1 HNK Vupik Vukovar - NK Zrinski Bošnjaci 4:0 NK Bedem Ivankovo - NK Šokadija Stari Mikanovci 3:0 ↓3                                                     |
| NK Borac Retkovci - NK Vuteks-Sloga Vukovar 3:7 NK Tomislav Cerna - NK Bedem Ivankovo 0:2 NK Šokadija Stari Mikanovci - HNK Vupik Vukovar 1:5 NK Zrinski Bošnjaci - NK HAŠK Sokol Stari Jankovci 4:1 NK Vrbanja - NK Nosteria Nuštar 0:2 NK Hajduk Tovarnik - NK Frankopan Rokovci-Andrijaševci 2:1 NK Slavonac Gradište - NK Lipovac 1:2 NK Mladost Privlaka - NK Mladost Antin 0:3                                          | NK Vuteks-Sloga Vukovar - NK Mladost Privlaka 1:4 NK Mladost Antin - NK Slavonac Gradište 5:0 NK Lipovac - NK Hajduk Tovarnik 4:0 NK Frankopan Rokovci-Andrijaševci - NK Vrbanja 1:0 NK Jadran Gunja - NK Zrinski Bošnjaci 1:0 NK HAŠK Sokol Stari Jankovci - NK Šokadija Stari Mikanovci 7:1 HNK Vupik Vukovar - NK Tomislav Cerna 1:1 NK Bedem Ivankovo - NK Borac Retkovci 5:1 | NK Bedem Ivankovo - NK Vuteks-Sloga Vukovar 5:1 NK Borac Retkovci - HNK Vupik Vukovar 4:2 NK Tomislav Cerna - NK HAŠK Sokol Stari Jankovci 2:2 NK Šokadija Stari Mikanovci - NK Jadran Gunja 4:4 NK Zrinski Bošnjaci - NK Nosteria Nuštar 1:1 NK Vrbanja - NK Lipovac 2:2 NK Hajduk Tovarnik - NK Mladost Antin 0:1 NK Slavonac Gradište - NK Mladost Privlaka 0:1                                                             |
| NK Vuteks-Sloga Vukovar - NK Slavonac Gradište 4:2 NK Mladost Privlaka - NK Hajduk Tovarnik 4:1 NK Mladost Antin - NK Vrbanja 3:0 NK Frankopan Rokovci-Andrijaševci - NK Zrinski Bošnjaci 2:0 NK Nosteria Nuštar - NK Šokadija Stari Mikanovci 5:0 NK Jadran Gunja - NK Tomislav Cerna 2:0 NK HAŠK Sokol Stari Jankovci - NK Borac Retkovci 2:1 HNK Vupik Vukovar - NK Bedem Ivankovo 1:3                                     | | |